# كأس السوبر الكويتي 2018
كأس السوبر الكويتي 2018 هي مُبارة بين بطل الدوري وبطل كأس الأمير نادي الكويت وبطل كأس ولي العهد نادي القادسية. حيث فاز نادي القادسية بنتيجة 2-1.